# Liste der Stolpersteine in Doetinchem
Die Liste der Stolpersteine in Doetinchem umfasst die Stolpersteine, die vom deutschen Künstler Gunter Demnig in Doetinchem verlegt wurden, einer Gemeinde im Süden der niederländischen Provinz Gelderland. Die Gemeinde Doetinchem besteht neben der namensgebenden Stadt Doetinchem aus zwei Dörfern (Gaanderen und Wehl) sowie vier Weilern. Stolpersteine sind Opfern des Nationalsozialismus gewidmet, all jenen, die vom NS-Regime drangsaliert, deportiert, ermordet, in die Emigration oder in den Suizid getrieben wurden. Demnig verlegt für jedes Opfer einen eigenen Stein, im Regelfall vor dem letzten selbst gewählten Wohnsitz.
Alle bisherigen Verlegungen in dieser Gemeinde fanden am 13. Februar 2015 in Wehl statt.

## Verlegte Stolpersteine
Bislang wurden in Wehl sieben Stolpersteine an drei Anschriften verlegt. (Stand Oktober 2021)
| Stolperstein | Übersetzung                                                                                             | Verlegort                         | Name, Leben                      |
| ------------ | --- | --------------------------------- | -------------------------------- |
|              | HIER WOHNTE MARIA BLITZ GEB. 1912 DEPORTIERT 1942 AUS WESTERBORK ERMORDET 27.11.1942 AUSCHWITZ          | Wehl, Grotestraat 22              | Maria Blitz (1912–1942)          |
|              | HIER WOHNTE ELISABETH VAN BUUREN GEB. 1911 DEPORTIERT 1942 AUS WESTERBORK ERMORDET 27.11.1942 AUSCHWITZ | Wehl, Grotestraat 22              | Elisabeth van Buuren (1911–1942) |
|              | HIER WOHNTE JOSEPH VAN BUUREN GEB. 1876 DEPORTIERT 1942 AUS WESTERBORK ERMORDET 27.11.1942 AUSCHWITZ    | Wehl, Grotestraat 22              | Joseph van Buuren (1876–1942)    |
|              | HIER WOHNTE BETJE SLÖSSER GEB. 1881 DEPORTIERT 1943 AUS WESTERBORK ERMORDET 14.5.1943 SOBIBOR           | Wehl, Jonkheer de Bellefroidweg 1 | Betje Slösser (1881–1943)        |
|              | HIER WOHNTE JUDA SLÖSSER GEB. 1867 DEPORTIERT 1943 AUS WESTERBORK ERMORDET 14.5.1943 SOBIBOR            | Wehl, Jonkheer de Bellefroidweg 1 | Juda Slösser (1867–1943)         |
|              | HIER WOHNTE LEVIE SLÖSSER GEB. 1900 DEPORTIERT 1944 AUS WESTERBORK ERMORDET 18.2.1945 VAIHINGEN         | Wehl, Jonkheer de Bellefroidweg 1 | Levie Slösser (1900–1945)        |
|              | HIER WOHNTE SAARTJE SLÖSSER GEB. 1869 DEPORTIERT 1943 AUS WESTERBORK ERMORDET 16.4.1943 SOBIBOR         | Wehl, Jonkheer de Bellefroidweg 1 | Saartje Slösser (1869–1943)      |

## Verlegedatum
- 13. Februar 2015, verlegt vom Künstler persönlich